# 螺线
螺线（英語：spiral）是指一些围着某些定点或轴旋转且不断收缩或扩展的曲线。

## 二维螺线
- 费马螺线
- 等角螺线
- 双曲螺线
- 圆内螺线
- 阿基米德螺线
- 连锁螺线
- 柯奴螺线
- 欧拉螺線

## 三维螺线
- 螺线管